# Émile Reliquet
Émile-Sixte-Adrien Reliquet, né le 5 février 1837 à Machecoul et mort le 1er juin 1894 à Paris, est un médecin et chirurgien français.

## Biographie
Émile Reliquet est le fils d'Auguste Philippe Reliquet, notaire à Machecoul puis à Nantes, et de Cécile Catherine Dromery.
Après ses études au lycée de Nantes, Reliquet a commencé à l’université de Nantes des études médicales qu’il est venu continuer à Paris, en 1858. Interne des hôpitaux de Paris, de 1861 à 1864, il a soutenu sa thèse pour le doctorat en 1865.
Docteur en médecine et chirurgien renommé, élève du docteur Jules Maisonneuve, il a fait, pendant dix-huit ans, des cours libres à l’École pratique de la faculté de médecine de Paris, sur les affections des organes génitaux urinaires, et il est l’inventeur d’un instrument, appelé brise-pierre (qui reçoit un encouragement de la part du comité du prix Barbier, assorti de 1 000 francs, en 1882), et d’un appareil employés généralement aujourd’hui pour la lithotritie et constituant un véritable progrès pour cette opération. Il s’est particulièrement adonné aux maladies de la vessie et des voies urinaires, et il a écrit sur ces matières un grand nombre de précieuses brochures. Il a été lauréat de l’Institut, en 1878, pour ses leçons publiées de 1878 à 1885,. Ses études sur la pathologie des affections afférant au système rénal et à ses annexes, faisaient autorité dans les congrès scientifiques, et même dans les cliniques étrangères qu’il se plaisait parfois à visiter.
Savant distingué, doué des qualités indéniables du professeur, observateur sagace, clinicien prudent et avisé, innovateur toujours, le docteur Reliquet a exercé sur l’étude de la pathologie des affections afférentes au système rénal et à ses annexes une influence considérable. Dans le domaine de ces études, il est peu de sujets qu’il n’ait laborieusement explorés. Doué une intelligence remarquable, d’une grande largeur de vue en toutes choses, il discutait et disséquait avec une indépendance jalouse et une rare sureté de jugement toutes les idées nouvelles dans ce qu’elles avaient de pratique. Il aimait à se rendre tous les mardis à la salle des Pas Perdus de l’Académie de médecine, pour serrer la main à ses amis. Sa voix faisait autorité dans toutes les enceintes comme dans celles des congrès des savants ou celles des cliniques étrangères qu’il se plaisait quelquefois à visiter. 
Son œuvre vaste et spéciale recouvre ses travaux sur la pathologie du rein et les affections de la vessie, qui ont marqué une étape dans la science. En urologie, on lui doit notamment la « compression digitale de Reliquet et Guépin ». Son immense savoir, son grand talent d’auteur, de clinicien habile et d’opérateur incomparable, aurait pu lui ouvrir les sociétés savantes, mais les instances réitérées de ses amis n’ont pu vaincre son esprit d’indépendance. Il appartenait néanmoins à la Société de médecine de Paris depuis 1872 et l’a même présidée en 1883. Son abord était brusque, ses dehors rudes, mais sous son apparente rudesse, il cachait un cœur excellent, tout dévoué à ses amis, toujours prêt à leur rendre service et une âme foncièrement honnête et loyale.
Il a succombé brusquement aux atteintes d’une affection cardiaque dont il souffrait depuis quelque temps. Chevalier de la Légion d’honneur depuis le 18 octobre 1871, pour avoir exercé les fonctions de médecin en chef de la garde nationale pendant le siège de la guerre de 1870, il a été élevé au grade d’officier, le 31 décembre 1884, à la suite de remarquables travaux sur les affections du rein et de la vessie.

## Publications
- Anurie calculeuse traitée par l’augmentation de la tension du sang dans les artères du tronc, note lue à la Société de médecine de Paris, dans la séance du 11 février 1882, Paris, impr. de F. Malteste, in-8°, 11 p.
- De l’uréthrisme interne, Paris, A. Delahaye 1865, in-8°, 135 p.
- De l’uréthrotomie interne, 1865, in-4°.
- Irrigation continue de l’urèthre et de la vessie, Paris, A. Delahaye 1866, in-12, 23 p.
- Action des courants électriques continus sur les spasmes de la vessie, de l’urèthre et des uretères causés par des graviers, Paris, A. Delahaye 1870, in-8°, 7 p.
- Traité des opérations des voies urinaires, Paris, A. Delahaye 1871, in-8°, IV-819 p., fig.
- Calcul vésical ; contracture de la vessie sur la pierre ; action comparée des courants électriques continus et de l’anesthésie chloroformique sur cette contracture de la vessie. Taille médiane, guérison, Paris, A. Delahaye 1872, in-8°, 8 p.
- Dilatation brusque de l’urèthre d’une femme âgée, avec chloroforme, extraction de la vessie d’une pierre volumineuse, guérison rapide sans incontinence, Paris, impr. de Malteste, 1877, in-8°, 6 p.
- Faits de phlegmons périvésicaux, note lue à la Société de médecine de Paris, dans la séance du 9 février 1878, Paris, impr. de F. Malteste, 1878, in-8°, 8 p.
- De la lithotritie rapide, Paris, A. Delahaye et E. Lecrosnier, 1882, in-8°, 79 p.
- Fistule uréthroprostatique périnéale et rectale, guérison, lue à la Société de médecine de Paris, dans la séance du 9 février 1884, Paris, impr. de Alcan-Lévy, 1884, in-8°, 6 p.
- Leçons sur les maladies des voies urinaires, faites à l’École pratique de la Faculté de médecine de Paris, Paris, A. Delahaye et E. Lecrosnier, 1885, in-8°, 377 p.
- Carcinome villeux diffus de la vessie, avec Cornil, Paris, O. Doin 1886, in-8°, 31 p.
- Persistance du canal de Muller, hydronéphrose du rein et de l’uretère droits, pyélo-néphrite calculeuse du rein gauche très hypertrophié, Paris, A. Delahaye et E. Lecrosnier, 1887, in-8°, 23 p.
- Rétrécissements péniens compliqués de cowpérites suppurées. Uréthrotomie interne, Paris, A. Delahaye et E. Lecrosnier, 1887, in-8°, 11 p.
- Réorganisation de l’enseignement médical, Vve Babé, Paris, 1892, in-8°, 8 p.
- Faux rétrécissements de l’urètre, Paris, F. Alcan 1893, 1 vol. (46 p.) ; in-8°.
- Les Glandes de l’urèthre, étude chimique et pathologique, avec Ange-Jean Guépin, Paris, L. Bataille 1894-1895, 2 vol. in-8°.
- Ostéomalacie sénile du coccyx, du sacrum et de la colonne vertébrale, Paris, L. Bataille 1894, in-8°, 12 p.
- Œuvres complètes du Dr É. Reliquet, réunies et publiées par Ange-Jean Guépin, Paris, L. Bataille 1895, 5 vol. in-8°.